# Roni Shuruk
Roni Shuruk (in ebraico רוני שורוק‎?; 24 febbraio 1946) è un ex calciatore israeliano, di ruolo centrocampista.